# 小行星7513
小行星7513是一颗围绕太阳公转的小行星。1985年9月5日，亨利·德波鸿诺在拉西拉天文台发现了此天体。
这颗小行星的绝对星等为8.66270等。